# Эчолс, Джон
Джон Эчолс (англ. John Echols; 20 марта 1823, Линчберг, Виргиния — 24 мая 1896, Стонтон, Виргиния) — американский юрист и офицер армии Конфедерации в годы  гражданской войны.

## Ранние годы
Эчолс родился в вирджинском Линчберге в семье Джозефа Эчолса и Элизы Френсес Лэмбет. В 1840 году он окончил Вашингтон-Колледж. В 1840 гоу он поступил в Вирджинский Военный Институт, из которого уволился 14 августа 1841 года, однако впоследствии был признан почётным выпускником класса 1843 года. Он стал юристом в городе Стаутон и был делегатом вирджинской палаты делегатов от округа Монро в 1852 - 1853 годах.
Приблизительно в ноябре 1844 года он женился на Мэри Джейн Кэпертон, отец которой, Хью Кэпертон, был членом палаты представителей. У Эчолсов было трое детей: одна дочь и два сына, один из которых, Эдвард Эчолс, служил вице-губернатором Вирджинии с 1898 по 1902 год.
В 1861 году он присутствовал на вирджинском собрании по сецессии, представляя вместе с Алленом Тэйлором Кэпертоном округ Монро. На голосовании 4 апреля он голосовал против сецессии, но после падения форта Самтер и публикации прокламации Линкольна о 75 000 добровольцев прошло повторное голосование 17 апреля, на котором Эчолс высказался за сецессию. Его подпись стоит на Постановлении о сецессии. 11 ноября он уволился из собрания.

## Гражданская война
8 мая 1861 года генерал Роберт Ли поручил ему набрать добровольцев для армии Джозефа Джонстона, однако же в количестве, не превышающем двух полков. 30 мая Эчолс получил звание подполковника. Набранные им роты впоследствии были сведены в 27-й вирджинский пехотный полк. Эчолс возглавил этот полк и был направлен в Харперс-Ферри в распоряжение Томаса Джексона. В июле полк был направлен в Манассас, где Эчолс командовал им в ходе первого сражения при Бул-Ран, и заслужил хорошую оценку Джексона.
14 октября 1861 года Эчолс получил звание полковника. Весной 1862 года его полк числился в составе знаменитой «Бригады каменной стены» и участвовал в кампании в долине Шенандоа. 23 марта 1862 года он сражался в первом сражении при Кернстауне, где его полк выдержал атаку пяти федеральных полков Эрастуса Тайлера, но Эчолс был ранен в плечо пулей Минье. Он выбыл из строя на несколько недель.
16 апреля 1862 года он получил звание бригадного генерала. Ему поручили 1-ю бригаду Западновирджинской Армии, штаб которой находился в городе Нарроус, округ Джайлс. Его бригада состояла из трёх подразделений:
- 50-й вирджинский пехотный полк
- 63-й вирджинский пехотный полк
- 23-й вирджинский пехотный батальон

C 6 по 16 сентября он участвовал в Канавской экспедиции Лоринга. Он пропустил сражение при Файетвилле, но участвовал в деле при Коттон-Хилл. 16 сентября он временно замещал Лоринга в должности командующего. С ноября 1862 по весну 1863 он находился в отпуске по состоянию здоровья, а 30 июня подал в отставку по той же причине, сдав командование полковнику Джорджу Паттону. Его направили на тыловую службу — он был членом комиссии, которая расследовала причины падения Виксберга.
Осенью 1863 года Эчолс вернулся к полевой службе. Ему поручили небольшую бригаду в юго-западной вирджинии, которая насчитывала один полк и два батальона:
- 22-й вирджинский пехотный полк
- 26-й вирджинский пехотный баталон
- 23-й вирджинский пехотный батальон

Бригада размещалась около Люисберга и должна была вместе с частями Уильяма Джексона охранять от федеральных рейдов вирджинские шахты и железную дорогу Вирджиния-Теннесси. В ноябре ему пришлось противодействовать рейду генерала Эверелла. В сражении при Друп-Маунтин его отряд (1 700 чел) был вынужден отступить под ударом семитысячного отряда Эверелла. Эчолс потерял 275 человек и отступил, но все же не позволил Эвереллу повредить железную дорогу.
В декабре Эверелл повторил рейд. Эчолс занял оборону у Люисберга, однако Эверелл сумел разрушить некоторые склады конфедератов.
25 февраля 1864 года бригаду Эчолса передали в распоряжение генерала Брекинриджа, командующего Западновирджинским департаментом. 9 мая Эчолс и Брекинридж были вызваны в долину Шенандоа для противодействия наступлению федерального генерала Франца Зигеля. 15 мая бригада Эчолса участвовала с сражении при Нью-Маркет, после которого Зилель был вынужден отступать. От Нью-Маркета Эчолс отправился с бригадой на соединение с Северовирджинской армией у Колд-Харбора. 30 июня он подал прошение об отставке по состоянию здоровья, но отставка принята не была.
6 июля он принял участие в кампании в долине Шенандоа, но 19 июля все же ушел в отпуск по состоянию здоровья. 22 августа он вернулся на службу и был назначен командующим департаментом Юго-Западной Вирджинии со штабом в Дублине. Здесь в начале октября он участвовал в отражении рейда генерала Бэрбриджа на Салтвилль.
25 февраля 1865 года отряд Эчолса насчитывал 4000 человек при шести орудиях. Когда Эрли был разбит в долине Шенандоа, Эчолс сменил его в должности командующего Западновирджинским департаментом (30 марта). 2 апреля Эчолс эвакуировал департамент и отправился на соединение с армией Ли и 10 апреля пришёл в Дэнвиль, где узнал о капитуляции Северовирджинской армии. 11 апреля Эчолс собрал военный совет. По решению совета он отправил некоторые части домой в Кентукки, расформировал артиллерию, а с остальными людьми отправился на соединение с армией Джонстона. Впоследствии он всё же отправился в Огасту и сдался федеральной армии, хотя и неизвестно, в какое именно время.

## Послевоенная деятельность
После войны Эчолс вернулся к юридической практике в Стаутоне. Он принимал участие в формировании "комитета Девяти", который занимался возвращением штата в состав Союза. В 1878—1881 годах он снова служил в вирджинской палате делегатов, представляя Стаутон и округ Огаста. Он стал президентом
Staunton National Valley Bank и главным управляющим железной дороги Чесапик-Огайо. Последние десять лет своей жизни он провёл в Кентукки. Он умер в Стаутоне и похоронен на кладбище Тернроуз-Семетери.